# Поддобрянка
Поддобрянка (бел. Паддабра́нка) — деревня в Марковичском сельсовете Гомельского района Гомельской области Республики Беларусь.

## География

### Расположение
В 5 км от железнодорожной станции Кравцовка (на линии Гомель — Чернигов), 44 км на юго-восток от Гомеля. Рядом государственная граница с Украиной.

### Гидрография
Река Немыльня (приток реки Сож).

## Транспортная сеть
Транспортные связи по просёлочной, затем автомобильной дороге Будище — Гомель. Планировка состоит из прямолинейной широтной улицы, параллельно которой на севере расположены 2 короткие улицы с односторонней застройкой. Жилые дома преимущественно деревянные усадебного типа.

## История
Основана в 1809 году как слобода в Белицком уезде Могилёвской губернии. Позже в подчинения владельцев Гомеля. Была предместьем села Добрянка (расположенного неподалёку в Черниговской области Украины). С 1874 года местечко, действовали кирпичный завод, мастерская по обработке кож. С 1878 года работали 2 круподробилки. Согласно переписи 1897 года располагались: 4 школы, 2 кожевенных завода, 2 круподробилки, 38 лавок, постоялый двор, трактир. По найму помещика жители занимались лесоразработкой. В 1905-06 годах жители часто высказывали своё недовольство действиями местных властей и помещика. В 1909 году, в Марковичской волости Гомельского уезда Могилёвской губернии.
С 8 декабря 1926 года по 30 декабря 1927 года и с 27 сентября 1938 года по 16 июля 1954 года центр Поддобрянского сельсовета Носовичского, с 4 августа 1927 года Тереховского районов Гомельского округа. Большую часть жителей составляло еврейское население (в 1926 году 92,4 %). 30 декабря 1927 года в связи с отнесением деревни к категории местечка и созданием местечкового совета сельсовет был упразднён, а 27 сентября 1938 года восстановлен, когда Поддобрянка была опять отнесена к населённым пунктам сельского типа. Действовали начальная школа, изба-читальня, больница, отделение потребительской кооперации, кожевенная мастерская, 9 раз в год проводились ярмарки. В 1929 году организован колхоз «Красный рассвет», работали сапожная и портняжная артели, конная круподробилка, ветряная мельница. Во время Великой Отечественной войны 98 жителей погибли на фронте. В 1959 году в составе колхоза «Красный стяг» (центр — деревня Марковичи).

## Население

### Численность
- 2004 год — 34 хозяйства, 70 жителей.

### Динамика
- 1809 год — 611 жителей.
- 1897 год — 203 двора, 1364 жителя (согласно переписи).
- 1909 год — 1597 жителей.
- 1959 год — 227 жителей (согласно переписи).
- 2004 год — 34 хозяйства, 70 жителей.